# 6月

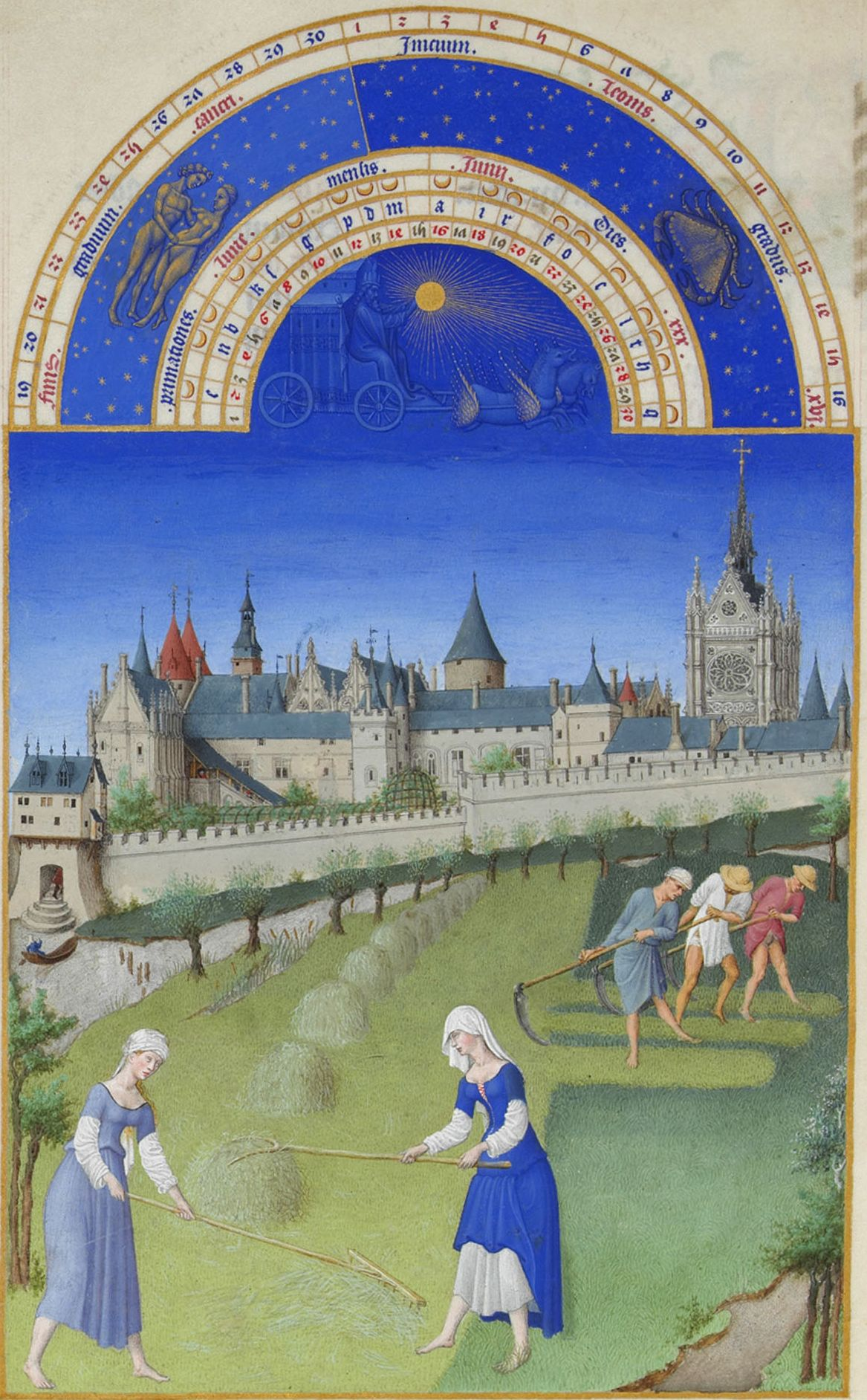
『ベリー公のいとも豪華なる時祷書』より6月

6月（ろくがつ）は、グレゴリオ暦で年の第6の月に当たり、30日間ある。

## 呼称
日本では水無月（みなづき）ともいう。ただし、本来は陰暦6月の異称である。
北海道アイヌ語旭川方言では、6月を「畑を耕す月」を意味するトイタチュㇷ゚（アイヌ語: toyta cup）と呼ぶ。
英語名では June という。ローマ神話のユピテル（ジュピター）の妻ユノ（ジュノー）から取られた。ユノが結婚生活の守護神であることから、6月に結婚式を挙げる花嫁を「ジューン・ブライド」（June bride、6月の花嫁）と呼び、この月に結婚をすると幸せになれるといわれる。しかしながら、少なくともヨーロッパのカトリック教徒の多い諸国では、ギリシャ神話やローマの異教の神々がヨーロッパの人々の生活に影響を与えるというのは考えにくいという説もある。
日本におけるジューン・ブライドは、6月の雨が多くジメジメした薄暗い雰囲気で結婚する人が少ない事に困ったブライダル業界が1970年代ごろから始めた物であり、それまでは知られていなかった（日本と違い、ヨーロッパの6月は長い冬が明けて花が咲き始める時季で、世間一般に開放的で明るいムードが漂う）。

## 日本における6月

### 気候
夏の初め（初夏）である。北海道を除く各地では梅雨の時期であり降水量が多い。

### 水無月の語源
水無月の由来には諸説あるが、水無月の「無」は「の」を意味する連体助詞「な」であり「水の月」であるとする説が有力である。神無月の「無」が「の」で、「神の月」を意味するのと同様と考えられる。田植が終わって田んぼに水を張る必要のある月「水張月（みずはりづき）」「水月（みなづき）」であるとする説もある。
文字通り、梅雨が明けて水が涸れてなくなる月であると解釈されることもあるが、これは俗説（語源俗解）である。他に、田植という大仕事を仕終えた月「皆仕尽（みなしつき）」であるとする説、などもある。

### 祝日が存在しない月
日本では12月と並んで、6月は祝日がない月として知られている。
これは皇室由来の節目の日もなく、庶民の生活も農繁期でハレの行事がなかった点が影響している。
一部で時の記念日（6月10日）などの休日化を目指す動きがある。また、沖縄県では沖縄戦の組織的戦闘が終結した6月23日に、沖縄戦の戦死者を弔う「慰霊の日」を設け、地方公共団体の施設の休日としている。過労死弁護団全国連絡会議は労働者の過労死が6月に多いため、厚生労働省に2001年6月8日、祝日のない6月に祝日を新設することを申し入れたことがある。しかし、この一方で「日本は諸外国より祝日が多すぎる（日本は2016年時点では祝日が16日であるのに対し、アメリカは10日、イギリスは8日、フランスは13日）。これ以上祝日を制定しないで欲しい」「祝日にふさわしい日がない」などの理由により、祝日の制定に否定的な意見があり、祝日を所管する内閣府も6月に祝日の制定することを検討していない。
なお1993年には、皇太子徳仁親王と小和田雅子の結婚の儀により、6月9日が休日とされた。
フィクション作品では漫画『ドラえもん』でドラえもんのひみつ道具の1つである「日本標準カレンダー」を使って独自に祝日を制定するエピソードがある。
- 漫画版ではのび太が6月に祝日がないことに対する不満から6月2日を「ぐうたら感謝の日」という架空の祝日を制定したことがある[8]。
- アニメ版では2014年6月13日放送「たけしのズンドコ誕生日」でジャイアンが6月13日は「昼寝の日」、6月15日は「ジャイアンの誕生日」も祝日に制定された。

### 異名
- いすずくれづき（弥涼暮月）
- えんよう（炎陽）
- かぜまちづき（風待月）
- けんびづき（建未月）
- すいげつ（水月）
- すずくれづき（涼暮月）
- せみのはつき（蝉羽月）
- たなしづき（田無月）
- たんげつ（旦月）
- とこなつづき（常夏月）
- なるかみづき（鳴神月）
- ばんげつ（晩月）
- ふくげつ（伏月）
- まつかぜづき（松風月）
- みなづき（水無月）
- ようひょう（陽氷）

## 6月の年中行事
- 6月1日 - 衣替え
- 6月初旬 - 加賀百万石まつり（日本・石川県金沢市）
- 6月21日頃 - 夏至（北半球、20日・22日となることもある）
- 6月23日 - 慰霊の日（日本・沖縄県）
- 6月30日 - 大祓
- 6月第1日曜日 - プロポーズの日（日本）
- 6月第2日曜日 - 花の日
- 6月第3日曜日 - 父の日（日本）
- 6月下旬 - 3月決算の多くの会社で定期株主総会が開かれる

## 6月に行われるスポーツ
- 第1日曜を含む週末 - 全米女子オープン（ゴルフ）
- 第1土曜 - ダービーステークス（競馬　イギリス・エプソム競馬場）
- 上旬から中旬 - NBAファイナル
- 中旬（夏至前の日曜） - ル・マン24時間レース（モータースポーツ フランス・サルト・サーキット）
- 第3日曜を含む週末 - 全米オープン（ゴルフ）
- 最終月曜から2週間 - ウィンブルドン選手権（テニス ロンドン・オールイングランド・ローンテニス・アンド・クローケー・クラブ）

## 6月がテーマの楽曲
- 6月の太陽（歌: リンドバーグ）
- 6月の天気予報（歌: スムルース）
- 6月の雨（歌：松山千春）
- 6月の雨（歌：谷村有美）
- 6月の雨  (歌:究極)
- 6月の方舟（歌：伊藤つかさ）
- 6月の天使（歌：高橋幸宏）
- 六月の雨（歌: 小椋佳）
- 六月の雨（歌：Plastic Tree）
- 六月の雨の朝 （歌: 矢沢永吉）
- 六月（歌:Art building）
- 六月 青空のように （歌: 大滝詠一）
- 六月の雨音 （歌: Le Couple）
- 六月の花嫁 （歌: 谷山浩子）
- 六月の子守唄 （歌: ウィッシュ、他）
- 六月の花（歌:湘南乃風）
- 六月は雨上がりの街を書く （歌：ヨルシカ）
- RAINBOW〜六月生まれ （歌: 松田聖子）
- Kimono Beat（歌：松田聖子/小室哲哉）
- SPLEEN 〜六月の風にゆれて〜（歌: 沢田研二）
- ジューン・ブライド（歌: ザ・ピーナッツ）
- ジューンブライダー（歌: ポルノグラフィティ）
- 水無月十三夜（歌：村下孝蔵）
- 六月十三日、強い雨。（歌：安藤裕子）
- innocent world（歌：Mr.children）
- 優（歌：工藤静香）

## その他
- 星座 - 双子座（6月21日頃まで）、蟹座（6月22日頃から）
- ストロベリームーン - 6月の満月[9][10][11][12][13]。